# 791
O ano 791 (DCCXCI) foi um ano comum que começou no sábado, no calendário juliano, com a letra dominical B. A denominação "791" deste ano é usada desde o início do período medieval, quando o Anno Domini  tornou-se o método predominante na Europa para nomear os anos.
| Ano completo                   |
| ------------------------------ |
| Ano comum com início ao sábado |

## Eventos
- Os Árabes invadem a Europa novamente, mas são derrotados por Carlos Magno.
- Afonso II torna-se  Rei das Astúrias.

## Nascimentos
- Idris II, o segundo da Dinastia idríssida de Fez, Marrocos (m. 828)